# Схоф, Дик
Хендри́кюс Вилхе́лмюс Мари́я (Дик) Схоф (нидерл. Hendrikus Wilhelmus Maria (Dick) Schoof; род. 8 марта 1957, Сантпорт, Нидерланды) — нидерландский государственный деятель, премьер-министр Нидерландов со 2 июля 2024 года до 3 июня 2025 года. До 28 мая 2024 года был генеральным секретарём Министерства юстиции и безопасности. Ранее он был генеральным директором Службы общей разведки и безопасности (AIVD) и Национальным координатором по борьбе с терроризмом (NCTV).

## Образование
Схоф учился в католическом лицее Грюндел в Хенгело и с 1975 по 1982 год изучал градостроительство в Католическом университете Неймегена. Он был членом студенческого клуба по гребле Phocas, где в 1979—1980 годах был председателем 33-го правления.

## Карьера на государственной службе
После окончания учебы Схоф стал сотрудником по образованию в Ассоциации голландских муниципалитетов (VNG). В 1988 году он перешел в Министерство образования, культуры и науки, где занимал различные должности. В период с 1996 по 1999 год он был заместителем генерального секретаря Министерства юстиции.
С 1999 по 2003 год Схоф был генеральным директором Службы иммиграции и натурализации. Затем он стал генеральным директором по общественному порядку и безопасности в Министерстве внутренних дел и по делам королевства.
В 2010 году Схоф был одним из архитекторов нового Министерства юстиции и безопасности, куда вошло Генеральное управление по безопасности Министерства внутренних дел, и которое таким образом, наряду с Прокуратурой, стало охватывать и полицию. Сам Схоф в конце 2010 года стал генеральным директором полиции в этом «суперминистерстве» и был ответственным за формирование новой Национальной полиции.

## Национальный координатор по борьбе с терроризмом
После того, как Схоф безуспешно пытался стать генеральным секретарем Министерства юстиции и Министерства обороны, он 1 марта 2013 года сменил Эрика Акербома на посту Национального координатора по борьбе с терроризмом, должности, к созданию которой он изначально относился критически. В течение пяти лет на этом посту он, в частности, занимался вопросами, связанными со сбитием Россией пассажирского авиалайнера Boeing 777 в Донецкой области Украины и регулярно появлялся в СМИ по этому и по другим вопросам национальной безопасности.
Независимое расследование действий правительства после сбития MH17 пришло к выводу, что в то время NCTV «было слишком замкнуто и мало сотрудничало с другими государственными службами». Согласно запрошенным документам, Схоф пытался оказать давление на комиссию по расследованию до публикации отчёта. В ответ на это Министерство юстиции и безопасности заявило, что эти попытки влияния не увенчались успехом.
Из внутренних документов, запрошенных NRC Handelsblad в 2024 году, стало известно, что с 2014 года Схоф разрешал NCTV следить за гражданами с помощью фальшивых аккаунтов в интернете, несмотря на неоднократные предупреждения юристов о том, что это, вероятно, не законно. В беседе с NRC несколько источников подтвердили, что Схоф сказал сотруднику по этому вопросу: «кто ещё раз поднимет этот вопрос, может собирать свои вещи». Это касалось тайного наблюдения за политическими кампаниями, религиозными лидерами, левыми и правыми активистами.
В эфире передачи WNL по воскресеньям Схоф назвал движение «Kick Out Zwarte Piet» движением, которое «может стать экстремистским и использовать насилие», что привело к включению его в ежегодный отчёт «Обзор террористических угроз в Нидерландах» в 2017 году. После жалобы KOZP NCTV в 2019 году изменило свое мнение, назвав его «активистской организацией», которая «пытается влиять на политические решения в рамках закона».

## Генеральный директор AIVD
С 17 ноября 2018 года Схоф сменил Роба Бертоле на посту генерального директора Службы общей разведки и безопасности (AIVD). Он считал, что эта служба слишком замкнута, и хотел изменить это, в частности, через более прозрачную работу и улучшение отношений с внешними партнерами. Также Схоф столкнулся с критикой двух служебных сообщений, которые служба отправила по исламскому лицею Корнелиус Хага в Амстердаме, а также с критическим взглядом новосозданной Комиссии по надзору за использованием полномочий (TIB).

## Генеральный секретарь Министерства юстиции и безопасности
Через пятнадцать месяцев Схоф ушёл из AIVD, чтобы с 1 марта 2020 года стать генеральным секретарем Министерства юстиции и безопасности, должность, которая неожиданно освободилась, но которую Схоф, по мнению многих, всегда хотел занять. В AIVD его сменил бывший начальник полиции Эрик Акербом.

## Премьер-министр
Во время формирования кабинета министров 2023—2024 годов Схоф был предложен на пост премьер-министра 28 мая 2024 года партиями PVV, VVD, Новый общественный договор и Фермерско-гражданское движение. Это произошло после того, как Герт Вилдерс, лидер победившей на выборах партии PVV, не получил достаточной поддержки, чтобы самому стать премьер-министром, а Роналд Пластерк снял свою кандидатуру на пост премьер-министра.
Схоф сменил Марка Рютте на посту премьер-министра Нидерландов 2 июля 2024 года. Он не является членом ни одной из входящих в коалицию партий, что делает его независимым премьер-министром.
3 июня 2025 года Схоф подал в отставку в связи с тем, что Партия свободы Герта Вилдерса вышла из состава правящей коалиции.

## Личная жизнь
Дик Схоф родился в Сантпорте и с восьми лет рос в Хенгело. Он второй младший ребёнок в католической семье из семи детей. Его брат Нико Схоф — бывший мэр четырёх общин в провинциях Северная Голландия и Южная Голландия, член партии «Демократы 66»; он старше Дика на десять лет.
Схоф живёт в Зутермере с гражданской супругой. Вместе с бывшей женой он удочерил и воспитывал двух девочек из Китая.